# Pont de Feuguerolles
Le pont de Feuguerolles a été construit pour assurer le franchissement de la ligne de chemin de fer Caen-Flers par la route départementale 89. Il fut mis en service en 1873. C'est un ouvrage d'art pittoresque du Chemin de fer de la Suisse Normande.